# Скендерова, Стака
Стака Скендерова (1828, Сараево — 26 мая 1891, Сараево) — сербская православная монахиня, первая женщина-писательница в Боснии, учительница и основательница школы в Сараево. Владела сербским, турецким, греческим и русским языками.

## Биография
Стака Скендерова родилась в Сараево в семье переселенцев из сербского городка Переполе. Год и место её рождения точно неизвестны. Согласно ряду исследований она могла родиться в 1821 году в Переполе. Однако основная масса историков считает, что она родилась в Сараево в 1828 году.
Стака Скендерова всю свою жизнь посвятила продвижению идеалов образования и борьбе за поддержку первой в Боснии школы для девушек. Она была первой женщиной из Сараево, которая посетила султана Абдул-Азиза в Стамбуле, на этой встрече она просила его о содействии в открытии школы.
«Святая Женская школа Саввы» Стаки Скендеровой открылась 19 октября 1858 года, представляла собой небольшое двухэтажное здание в Сараево. Поддержка, которую она получила от Порты и Османской империи (которая на тот момент захватила Боснию), вызвала большую вражду между Стакой и патриотично настроенными купцами Сараево, однако бедные жители Сараева и Сербии относились к ней с большой милостью. Много государственных и иностранных чиновников помогли ей в этом начинании. Однако после австро-венгерской оккупации Боснии и Герцеговины в 1878 году школа была закрыта из-за прекращения денежных потоков на её содержание.
В 1870 году она совершила паломничество в Иерусалим и, находясь на Святой Земле, благодаря бывшему губернатору Боснии и Герцеговины Топало Осман-паши встретилась с султаном Абдул-Азизом.
Её поездка длилась целый год, и это было неслыханным событием для того времени. Именно там она была освящена как монахиня, и поскольку в Сараево в то время не было монастыря для женщин, Стака четко показала, что она женщина, которая «отреклась от этого мира», надев мужскую одежду. Возвращение Стаки в Сараево было триумфальным, масса людей вышла поприветствовать женщину.
26 мая 1891 года Скендерова умерла в результате тяжёлых травм, полученных в результате несчастного случая. Конная повозка въехала в толпу, в которой была и Стака.

## Литературное творчество
По инициативе российского консула Александра Гильфердинга, Стака Скендерова написала «Ljetopis Bosne 1825—1856» («Хронику Боснии» 1825—1856). Эта работа остается её единственным известным произведением. Оригинал был утерян, но благодаря Гильфердингу, который включил Хронику в свою книгу «Путешествия через Герцеговину, Боснию и Старую Сербию», опубликованную в Петербурге в 1859 году, труд боснийской учительницы увидел свет в России на русском языке. В 1976 году Воислав Максимович перевёл книгу на сербский язык.
Хроника Стаки написана в традиционной форме устной эпической литературы, которая лучше всего отражала потребности летописи. Это личная исповедь и исторические свидетельства о жизни в Боснии в трудные времена. Скендерова всегда была в центре социальных потрясений, и она писала об этом с восторгом и с горечью, не жалея суровых пашей, эгоистических боснийских беев, мусульманских тиранов или сербских местных купцов. Хроника Стаки — излагает историю борьбы боснийских бегов против турецких пашей, и рассказывает о страданиях простых боснийцев от произвола местной знати.